# Illicit
Illicit (bra: Mulher Sem Algemas) é um filme pre-Code estadunidense de 1931, do gênero drama romântico, dirigido por Archie Mayo, e estrelado por Barbara Stanwyck, James Rennie, Ricardo Cortez e Natalie Moorhead. Baseado em uma peça teatral de Edith Fitzgerald e Robert Riskin, o filme é sobre um jovem casal que vive junto, mas não trocam votos porque a mulher não acredita em casamento. Quando eles finalmente se casam, ambos se tornam infiéis um ao outro. "Illicit" foi produzido e distribuído pela Warner Bros.

## Sinopse
Richard "Dick" Ives II (James Rennie), um advogado bem-sucedido de Nova Iorque, e Anne Vincent (Barbara Stanwyck), uma jovem com ideias originais sobre a vida e o casamento em particular, vivem juntos, abertamente e solteiros, há vários anos. Ambos estão felizes com seu relacionamento até que os pais conservadores de Dick pressionam pela legalização da situação, visando a troca de votos. Dick convence Anne a desistir de sua oposição ao casamento, mas a moça ainda possui grandes preocupações. Em sua opinião, o casamento significa automaticamente o fim do romance e da paixão. Horas antes do casamento, o ex-amante de Anne, Price Baines (Ricardo Cortez), aparece e exige que Anne fuja com ele. Anne o rejeita, enquanto Price promete esperar por ela.
Após um ano de casamento, Dick e Anne estão presos à rotina e à falta de amor. Entediado, Dick começa a ter uma relação extraconjugal com Margie True (Natalie Moorhead) e, ao descobrir, Anne se choca e confronta seu marido. Ele mente descaradamente, e ela então o abandona. Embora o casal agora viva em apartamentos separados, eles não conseguem ficar muito tempo separados e continuam a se ver, dessa vez menos regularmente. Uma noite, Dick encontra Anne e Price juntos, o que enfraquece novamente a relação. Agora, os dois, repletos de dúvidas, lutam contra o orgulho e tentam achar uma nova razão para continuarem juntos.

## Elenco
- Barbara Stanwyck como Anne Vincent
- James Rennie como Richard "Dick" Ives II
- Ricardo Cortez como Price Baines
- Natalie Moorhead como Margie True
- Charles Butterworth como Georgie Evans
- Claude Gillingwater como Sr. Ives
- Joan Blondell como Helen "Duckie" Childers
- Lucille Ward como Susan, empregada de Annie
- Barbara Weeks como Garota no Chá de Panela

## Produção
Dois anos depois, o estúdio fez uma refilmagem da produção, dessa vez chamada "Ex-Lady", e estrelada por Bette Davis.

### Trilha sonora
- "When Love Comes in the Moonlight" – tocada durante os créditos (do musical da Warner Bros. "Oh, Sailor, Behave!").
- "Maybe It's Love" – cantada por James Rennie e Barbara Stanwyck (do musical da Warner Bros. "Maybe It's Love").
- "Looking for the Lovelight in the Dark" – tocada no rádio (do musical da Warner Bros. "Top Speed").
- "Pretty Little You" – tocada no rádio (do filme da Warner Bros. "Son of the Gods").
- "In the Land of Let's Pretend" – utilizado na trilha (do musical da Warner Bros. "On with the Show!").
- "Get Happy" – tocada em boate noturna.

## Recepção
Mourdant Hall, do The New York Times, declarou que o filme é "muito inteligente e divertido ...", mas achou a história implausível às vezes. "O diálogo corre bem e a atuação é altamente competente. Não é esmagadoramente sutil, e o final alegre ou satisfatório é um pouco repentino demais". Seu argumento é que, "se um jovem casal está vivendo em um casamento de companheirismo ou em um casamento convencional, eles só são mantidos juntos pelo amor. Embora superficialmente este seja o caso nesta narrativa, parece que os personagens poderiam ter uma desculpa para se separar para sempre, se não estivessem ligados pelos laços do casamento ... A história começa com Richard Ives e Anne Vincent morando juntos ... são expoentes do casamento de companheirismo, e só quando se hospedam juntos em hotéis é que a sociedade começa a observar essa 'violação' da lei social. Isso faz pensar que a maioria dos amigos dos dois amantes anda com os olhos vendados. Então, são oferecidos na tela trechos de um jornal que evidentemente não está preocupado com as leis de difamação. A partir de então, a crônica começa a se tornar divertida, apesar de sua falta de suspense. Anne e Richard são casados ... eles são felizes por um ano, e então a inevitável briga ocorre. Aí vem a desculpa convencional ... a descoberta de que ele está, afinal, interessado em uma loira atraente ... Anne encontra sua antiga paixão, que diz a ela que espera que seu casamento seja um fracasso, e que se ela se separar ou se divorciar de Richard, ele estará esperando por ela. Barbara Stanwyck e James Rennie são completamente humanos em seus papéis. A passagem mais leve é expressa por Charles Butterworth em sua maneira admirável e peculiar. Claude Gillingwater está estrondoso como pai de Richard, que é responsável por fazer Anne consentir com o casamento".
Dennis Schwartz observou: "Este melodrama ousado e atrevido ... envelheceu mal e quando visto hoje parece um arco. Se não fosse pelo bom desempenho de Barbara Stanwyck, de 24 anos, em seu primeiro papel de protagonista, o filme daria um verdadeiro sono. Archie Mayo ... faz um péssimo trabalho em manter esse conto de moralidade vivo, pois é muito falador, os personagens permanecem clichês não desenvolvidos, e não tem cartas na manga para nos manter sintonizados ...  Neste choro trivial e tedioso que carece de muitos socos e ação, depois que os dois separados buscam consolo em outras pessoas, eles conseguem se despertar depois de buscarem suas almas, e então se reúnem para um final feliz. Assim, eles reforçam as tradições do casamento sobre viver uma vida sexualmente livre, e o filme tira o foco de quaisquer argumentos que oferecesse em contrário. Dois anos depois, o estúdio fez uma refilmagem exata chamada Ex-Lady, estrelada por Bette Davis. Pelo menos esse fracasso tinha Stanwyck".

## Preservação
O filme sobrevive intacto e é exibido em canais de televisão e TV a cabo. Uma cópia é mantida na coleção da Biblioteca do Congresso dos Estados Unidos.